# Luísa de Saxe-Hildburghausen
Luísa de Saxe-Hildburghausen (Carlota Luísa Frederica Amália Alexandrina), (28 de janeiro de 1794 - 6 de abril de 1825) foi um membro da Casa de Saxe-Hildburghausen, que se tornou depois Saxe-Altemburgo. Através do seu casamento com o duque Guilherme de Nassau, Luísa pertencia também à Casa de Nassau-Weilburg.

## Família
Luísa era a sétima filha do duque Frederico de Saxe-Hildburghausen e da sua esposa, a duquesa Carlota Jorgina de Mecklemburgo-Strelitz. Uma das suas madrinhas era a sua tia, a duquesa Luísa de Mecklemburgo-Strelitz, rainha-consorte da Prússia. Luísa e a sua irmã Teresa eram consideradas muito bonitas e o poeta Friedrich Rückert dedicou-lhes o poema “Mit drei Moosrosen."

## Casamento e descendência
Em 1809, o príncipe-herdeiro Luís da Baviera visitou o Castelo de Hildburghausen para escolher uma noiva. Luís tinha como opção Luísa e Teresa e acabou por escolher a última. Luísa casou-se com o duque Guilherme de Nassau, filho mais velho do príncipe Frederico Guilherme de Nassau-Weilburg e da sua esposa, a burgravina Luísa Isabel de Kirchberg, a 24 de Junho de 1814. Para celebrar a ocasião do seu casamento, a Guarda Civil de Weilberg em conjunto com Samuel Luja compuseram a marcha "Cantate am Feste der Heimführung des Erbprinzen Wilhelm von Nassau mit der Prinzessin Louise von Sachsen-Hildburghausen."
O casal teve oito filhos:
1. Augusta de Nassau (12 de abril de 1814 - 3 de outubro de 1814), morreu com cinco anos de idade.
2. Teresa de Nassau-Weilburg (17 de abril de 1815 - 8 de dezembro de 1871), casada com o duque Pedro Georgievich de Oldemburgo; com descendência.
3. Adolfo de Luxemburgo (24 de julho de 1817 – 17 de novembro de 1905), grão-duque de Luxemburgo; casado primeiro com a grã-duquesa Isabel Mikhailovna da Rússia; sem descendência. Casado depois com a princesa Adelaide Maria de Anhalt-Dessau; com descendência.
4. Guilherme Carlos de Nassau (8 de setembro de 1819 - 22 de abril de 1823), morreu aos três anos de idade.
5. Maurício de Nassau (21 de novembro de 1820 - 23 de março de 1850), morreu solteiro e sem descendência.
6. Maria Guilhermina de Nassau (5 de abril de 1822 - 3 de abril de 1824), morreu com dois anos de idade.
7. Guilherme de Nassau (12 de agosto de 1823 - 28 de dezembro de 1828), morreu com cinco anos de idade.
8. Maria de Nassau (29 de janeiro de 1825 - 24 de março de 1902), casada com o príncipe Guilherme Carlos de Wied; com descendência.

O casamento foi infeliz. O marido de Luísa não era apenas austero nas suas políticas, também o era com a sua família e maltratava a sua esposa e os filhos.
Luísa morreu em 1825, pouco depois do nascimento da sua filha mais nova, Maria. Após a sua morte, o marido de Luísa voltou a casar-se, desta vez com a sua sobrinha, a princesa Paulina de Württemberg. O Luisenplatz e o Luisenstraße em Wiesbaden receberam o nome em sua honra.

## Genealogia
| Luísa de Saxe-Altemburgo | Pai: Frederico, Duque de Saxe-Altemburgo      | Avô paterno: Ernesto Frederico III, Duque de Saxe-Hildburghausen | Bisavô paterno: Ernesto Frederico II, Duque de Saxe-Hildburghausen |
| Luísa de Saxe-Altemburgo | Pai: Frederico, Duque de Saxe-Altemburgo      | Avô paterno: Ernesto Frederico III, Duque de Saxe-Hildburghausen | Bisavó paterna: Carolina de Erbach-Fürstenau                       |
| Luísa de Saxe-Altemburgo | Pai: Frederico, Duque de Saxe-Altemburgo      | Avó paterna: Ernestina Augusta de Saxe-Weimar                    | Bisavô paterno: Ernesto Augusto I, Duque de Saxe-Weimar-Eisenach   |
| Luísa de Saxe-Altemburgo | Pai: Frederico, Duque de Saxe-Altemburgo      | Avó paterna: Ernestina Augusta de Saxe-Weimar                    | Bisavó paterna: Sofia Carlota de Brandemburgo-Bayreuth             |
| Luísa de Saxe-Altemburgo | Mãe: Carlota Jorgina de Mecklemburgo-Strelitz | Avô materno: Carlos II, Grão-Duque de Mecklemburgo-Strelitz      | Bisavô materno: Carlos Luís Frederico de Mecklemburgo-Strelitz     |
| Luísa de Saxe-Altemburgo | Mãe: Carlota Jorgina de Mecklemburgo-Strelitz | Avô materno: Carlos II, Grão-Duque de Mecklemburgo-Strelitz      | Bisavó materna: Isabel Albertina de Saxe-Hildburghausen            |
| Luísa de Saxe-Altemburgo | Mãe: Carlota Jorgina de Mecklemburgo-Strelitz | Avó materna: Frederica de Hesse-Darmstadt                        | Bisavô materno: Jorge Guilherme de Hesse-Darmstadt                 |
| Luísa de Saxe-Altemburgo | Mãe: Carlota Jorgina de Mecklemburgo-Strelitz | Avó materna: Frederica de Hesse-Darmstadt                        | Bisavó materna: Maria Luísa de Leiningen-Falkenburg-Dagsburg       |